# Giải bóng đá Nhật Bản 1965
Mùa bóng 1965 là mùa giải đầu tiên của Japan Soccer League, giải vô địch quốc gia đầu tiên dành cho các câu lạc bộ bóng đá Nhật Bản. Tám câu lạc bộ tranh tài theo thể thức lượt đi và về. Toyo Kogyo trở thành nhà vô địch đầu tiên, trong khi đó Ngân hàng Tương hỗ Nagoya xếp cuối bảng và phải thi đấu trận tranh lên/xuống hạng vào cuối mùa để được ở lại giải đấu cấp cao nhất. Họ đã giành chiến thắng, 6:3 sau hai lượt trận trước Nippon Kokan.

## Các câu lạc bộ
Tám câu lạc bộ tham dự Japan Soccer League đầu tiên trong lịch sử; Điện Furukawa, Hitachi, Công nghiệp nặng Mitsubishi, Ngân hàng Tương hỗ Nagoya, Toyo Kogyo, Dệt tự động Toyoda, Yanmar Diesel và Thép Yawata

## Bảng xếp hạng

### Japan Soccer League
| Vị trí | CLB                         | Điểm | Tr | T  | H | B  | BT | BB | HS   | Ghi chú                   |
| ------ | --------------------------- | ---- | -- | -- | - | -- | -- | -- | ---- | ------------------------- |
| 1.     | Toyo Kogyo                  | 26   | 14 | 12 | 2 | 0  | 44 | 9  | ＋35 | Vô địch                   |
| 2.     | Thép Yawata                 | 24   | 14 | 11 | 2 | 1  | 40 | 14 | ＋26 |                           |
| 3.     | Điện Furukawa               | 20   | 14 | 10 | 0 | 4  | 32 | 20 | ＋12 |                           |
| 4.     | Hitachi                     | 17   | 14 | 8  | 1 | 5  | 35 | 19 | ＋16 |                           |
| 5.     | Công nghiệp nặng Mitsubishi | 9    | 14 | 4  | 1 | 9  | 24 | 39 | －15 |                           |
| 6.     | Dệt tự động Toyoda          | 7    | 14 | 2  | 3 | 9  | 16 | 31 | －15 |                           |
| 7.     | Yanmar Diesel               | 5    | 14 | 2  | 1 | 11 | 9  | 41 | －32 |                           |
| 8.     | Ngân hàng Tương hỗ Nagoya   | 4    | 14 | 1  | 2 | 11 | 16 | 43 | －27 | Trận tranh Lên/Xuống hạng |

### Trận tranh Lên/Xuống hạng
| Thứ 8 JSL                 | Lượt đi | Lượt về | Vô địch Senior Cup |
| ------------------------- | ------- | ------- | ------------------ |
| Ngân hàng Tương hỗ Nagoya | 5-1     | 1-2     | Nippon Kokan       |

Nagoya Bank ở lại JSL.

## All-Star Game
| JSL XI | 2 – 2 | AIK Fotboll |
| ------ | ----- | ----------- |
|        |       |             |